# Bartolomé Maldonado
Bartolomé Maldonado, era un conquistador extremeño que nació en Campanario (Badajoz) en 1511, desconociéndose otros pormenores de su vida y la fecha de su llegada a Indias. En su periplo americano, entre otras intervenciones y fundaciones en el Nuevo Reino de Granada, asistía a la pacificación del territorio y posteriormente a la fundación de Pamplona (Colombia) con el capitán Pedro de Ursúa en 1549, en unión de un hijo que había traído de España, llamado Jerónimo Maldonado.
En el libro de actas del Cabildo de Pamplona, aparece citado Bartolomé Maldonado desde el 24 de mayo de 1553; años después se desplazaba a la ciudad de Mérida (Venezuela) con el capitán Juan de Maldonado en 1559, para apresar al fundador de aquella ciudad andina, Juan Rodríguez Suárez, quien la había poblado sin el permiso oficial.

## La amenaza de Aguirre
A finales de 1560, Lope de Aguirre y sus marañones, (al mado de Pedro de Ursúa) desde las montañas del Alto Perú, buscando el Dorado, habían bajado por el cauce del Amazonas, y después del salir al Atlántico recalaban en la isla Margarita, donde cometieron los más horrorosos atropellos y crímenes. Tiempo después desembarcaban en el puerto de La Borburata (Venezuela), pasaron a la ciudad venezolana de Valencia y continuaron hasta Barquisimeto en su intento de llegar por tierra a Perú. Como Aguirre iba cometiendo iniquidades y atropellos por donde quiera que pasaba, las autoridades decidieron acabar con las hordas de aquel tirano que no respetaba vidas ni haciendas.
Las autoridades reales que se encontraban en Venezuela, solicitaron ayuda desde Santo Domingo hasta Bogotá y de todas estas ciudades salieron capitanes con sus pelotones de soldados para tratar de atajar las tropelías de Aguirre y acabar con aquella pesadilla. Bartolomé Maldonado también concurría con los que salieron de Mérida (Venezuela). Afortunadamente cuando llegaron las fuerzas foráneas, ya habían resuelto la situación las fuerzas que se encontraban en El Tocuyo, y al mando de Diego García de Paredes, los soldados acababan con la vida del tirano, puesto que sus marañones lo abandonaron y se pasaron a las fuerzas reales.

## Actuaciones y recompensas
Después de la misión que le llevó hasta Mérida, Bartolomé Maldonado se quedaba algún tiempo en aquella ciudad e intervino mayormente en la comarca andina explorando y descubriendo diversos parajes en el Valle de Santo Domingo, donde se le adjudicaba una encomienda en lugar de los Carboneros, cercana al paraje donde se encontraban los pueblos de indios llamados Capas y Galgas, en donde se dieron algunas batallas e hirieron a varios españoles, entre ellos a Francisco de Trejo. 
Por los innumerables servicios que había prestado en la conquista del territorio del Nuevo Reino de Granada, y concretamente en aquella región andina, en 1564 recibía una extensa encomienda adjudicada por el primer presidente de la Real Audiencia de Santa Fe de Bogotá, Andrés Díaz Venero de Leyva, según reza el siguiente documento:

…los indios  que el tenía junto al pueblo, que se entiende desde la quebrada Pedregosa hasta lo alto de los Páramos, y por la banda del pueblo hasta las huertas y estancias, y por el mojón que está entre la estancia de Ledesma y Gonzalo Sánchez derecho al Páramo, que serán 30 casas de indios; con más todos los indios “carboneros” vertientes al río, que serán 60 casas, entiéndese hasta los límites que solían ser de Trujillo, que serán por todas cien casas como él las tenía por esta Real Audiencia, con todos los caciques principales e indios que ella hubiere y les fueren sujetos, y dada y dio por vacos los indios que el dicho Bartolomé Maldonado tiene encomendados en término de la ciudad de Pamplona para proveerlo en persona que convenga

Una vez pacificado el territorio y resuelta la misión que le llevó a Mérida, después de tres años, Bartolomé Maldonado volvía a Pamplona, de donde era vecino, para ocuparse de sus encomiendas y participar esporádicamente en algunas actividades castrenses. Moría después de 1574.